# 新潟県立相川高等学校
新潟県立相川高等学校（にいがたけんりつあいかわこうとうがっこう）は、新潟県佐渡市にあった高等学校。
現在校舎は新潟県立佐渡高等学校相川分校として利用されている。

## 特色

### 学科
- 全日制
  - 普通科

## 沿革
- 1923年3月  - 相川町議会の決議により文部大臣に設立認可を申請。
- 1923年5月  - 相川尋常高等小学校校舎において相川町立相川中学校として開校。
- 1933年11月  - 創立十周年記念式典挙行。
- 1939年3月  - 湘陽会誌(生徒会誌)九号発行(以後休刊)。
- 1942年12月  - 校舎焼失(小学校・寺院・神社等に分散)。
- 1945年7月  - 「鉄工丸」事件(本校生徒二名死亡)。
- 1946年12月  - 相川町広間町新校舎竣工移転。
- 1948年4月 - 町立相川高等学校として町立相川中学校、町立相川高等女学校を統合し創立開校。
- 1948年6月 - 県立佐渡高等学校定時制課程相川分校を設置。
- 1953年3月 - 県立相川高等学校設置の件、県議会通過。
- 1953年4月 - 普通科四学級募集、12学級編成認可。
- 1954年3月 - 県立相川高等学校移管設置第１回卒業証書授与式挙行。
- 1954年6月 - 校舎新築完了。
- 1955年4月 - 県立相川高等学校定時制課程高千分校設置。
- 1957年3月 - 定時制中心校募集停止。
- 1958年1月 - 生徒会機関誌『はまなす』第１号発行。
- 1958年2月 - 校歌制定。
- 1958年4月 - 電気通信科設置(１学級募集)。
- 1959年1月 - 電気通信科校舎第一期工事完了。
- 1959年11月 - 電気通信科校舎第二期工事完了。
- 1960年3月 - 定時制中心校閉校。
- 1962年4月 - 電気科設置(１学級募集)。
- 1962年10月 - 創立四十周年記念式典挙行。
- 1965年2月 - 工業棟(測量準備室、変電室、高圧実習室、照明実習室)工事完了。
- 1968年10月 - 工業科設立十周年記念・同文化祭(12日～13日)。
- 1969年4月 - 電気通信科を電子科と改称。
- 1972年3月 - 電気科新校舎完成。
- 1973年10月 - 創立五十周年記念式典挙行。
- 1973年10月 - 電気科実習用無線アンテナ新設。
- 1974年3月 - 新体育館(第二体育館)竣工。
- 1979年3月 - 電子科募集停止。
- 1981年 - 電子科が閉科。
- 1983年10月 - 創立六十周年記念式典挙行。
- 1993年10月 - 創立七十周年記念式典挙行。
- 2001年 - 電気科が募集停止。電気科は新潟県立両津高等学校商業科と合併となり、新潟県立佐渡総合高等学校の総合学科となる。
- 2003年3月 - 電気科が閉科。
- 2003年10月 - 創立八十周年記念式典挙行。
- 2013年10月 - 創立九十周年記念式典挙行。
- 2014年 - 新潟県立相川高等学校募集停止。新潟県立佐渡高等学校に統合し、同校の相川分校（定時制課程）となる。
- 2016年3月 - 閉校。

## 出身者
- 渡辺竜五（佐渡市長）